# Touchpoint
Touchpoint (auch Touch Point, wörtlich „Berührungspunkt“) oder Point of Contact (POC, wörtlich „Kontaktpunkt“) ist ein Begriff des Marketings. Er bezeichnet die Schnittstelle eines Unternehmens, einer Marke oder eines Wirtschaftsguts (z. B. Ware, Dienstleistung) zu möglichen, bestehenden oder ehemaligen Kunden, Lieferanten, Mitarbeitern und anderen Stakeholdern.
Je nach Perspektive kann der Touchpoint genauer bezeichnet werden, z. B. als Corporate Touchpoint (Schnittstelle zum Unternehmen) bzw. Brand Touchpoint (Schnittstelle zur Marke) oder Customer Touchpoint (Schnittstelle zum Kunden). Touchpoints gibt es sowohl im Business-to-Business- als auch Business-to-Consumer-Bereich. Bei Kunden und Lieferanten kann der Kontakt über einen Touchpoint vor, während oder nach einer Transaktion (z. B. Kauf) erfolgen.

## Beispiele
Eine Bank besitzt eine breite Palette an Touchpoints. Hier eine Auswahl: Kundenberater (direktes Gespräch, Telefonat), Kontoauszug, Events, schriftliche Angebote, Website, IT-Systeme, Research-Berichte der Bank, Sponsoring, Electronic Banking, Geschäftsstelle etc.

## Bedeutung
An einem Kontaktpunkt kommt eine Person unmittelbar mit einem Unternehmen (einer Marke, einem Wirtschaftsgut) in Berührung. Dieser Kontakt besteht aus zwei Ebenen:
- Die Person lernt unter Umständen etwas über das Unternehmen (= kognitiver oder Wissens-Aspekt);
- der Kontakt ist von Gefühlen begleitet bzw. löst Gefühle aus (= emotionaler Aspekt).

Aufgrund dieser Erfahrungen – bei Marken spricht man von Markenerlebnissen – entstehen in der Person
- ein inneres Bild (Vorstellung) vom Unternehmen und
- eine innere Einstellung (Image) zum Unternehmen.

Möglicherweise ändert sich unter dem Eindruck des Erlebten ein schon vorhandenes Bild oder eine vorhandene Einstellung.
Kontaktpunkte sind somit für ein Unternehmen wesentliche Ansatzpunkte, um das Erscheinungsbild des Unternehmens (einer Marke, eines Wirtschaftsguts) in der Wahrnehmung der Ziel- und Anspruchsgruppen zu gestalten, idealerweise mit dem Ziel, eine Kundenbeziehung zu beginnen, eine bestehende Kundenbeziehung zu festigen und positive Mundpropaganda zu generieren.

## Anwendungsbereiche
Eine ROI-orientierte Unternehmensführung zielt auf die Steigerung und Optimierung der Wirkung und des Kosten-Nutzen-Verhältnisses der internen und externen Prozesse. Selten ist heute ein Kommunikationskanal allein in der Lage, sämtliche Zielpersonen wirkungsvoll zu erreichen – sei es im Customer-Relationship-Management, im Ein- und Verkauf bzw. Vertrieb, Service, in der internen und externen Kommunikation, im Personalwesen sowie zur Optimierung der Prozesse. Transaktionen werden bereichsübergreifend über sehr unterschiedliche Kontaktpunkte über die gesamte Lieferkette eines Unternehmens getätigt, zum Beispiel über klassische Werbung, Intranet, Callcenter oder Verkaufspersonal bzw. Verkaufsorte. Die präzise Messung sowie ein systematisches Management der Kontaktpunkte führen zu einer wirkungsorientierten Leistungssteigerung des Markenmanagements.

## Touchpoint-Analyse
Der Nutzen der Touchpoint-Analyse liegt darin, dass medien- und ressortübergreifend die relevanten Berührungspunkte aus Sicht der Zielpersonen herausgefiltert und gemessen werden. Das Management der erfolgsrelevanten Touchpoints unterstützt Unternehmen, sämtliche Interaktionen zu bestehenden, potenziellen oder ehemaligen Kunden, der internen Kommunikation und im Prozess-Management optimal auszugestalten.

## Erfolgsrelevanz
Häufig können für größere Unternehmen in der Inventarisierungsphase weit über hundert Touchpoints identifiziert werden. Umso zentraler ist die Frage: „Welche sind relevant für den Erfolg?“
Die Bedeutung einzelner Touchpoints für ein Unternehmen und die daraus resultierenden Konsequenzen für das Management der Unternehmensmarke müssen unternehmensspezifisch analysiert und beurteilt werden. Welche Kontaktpunkte erfolgsrelevant sind, hängt dabei wesentlich von der Branche, vom „Produkt“ und von der angesprochenen Zielgruppe ab. An der Schnittstelle werden die zentralen Touchpoints identifiziert und hinsichtlich Bedeutung und Wirkung beurteilt. Mit Hilfe der Touchpoint-Analyse können Unternehmen ihre Prozesse, Maßnahmen und Engagements ganzheitlich evaluieren. Zukünftige Mittel und Budgets können besser eingesetzt werden und leisten damit einen wichtigen Beitrag zum langfristigen Geschäftserfolg.

## Touchpoint-Management
Das Touchpoint-Management, oft auch Kundenkontaktpunktmanagement genannt, umfasst die Koordination aller Maßnahmen dergestalt, dass den Kunden an jedem Kontaktpunkt eine mindestens zufriedenstellende Erfahrung geboten wird, ohne dabei die Prozesseffizienz aus dem Auge zu verlieren. Es ist als multidisziplinärer strategischer Ansatz zu verstehen, der in allen internen und marktorientierten Managementbereichen die Optimierung der Performance verfolgt. In der Regel managen Unternehmen ihre Touchpoints in verschiedenen Ressorts oder Abteilungen wie Marketing, Vertrieb, Kommunikation, Service, Public Relations, Investor Relations oder Personalwesen. Aus dieser Spezialisierung ergibt sich die Herausforderung, die Kontaktpunkte in einer 360-Grad-Perspektive in ihrer Ausrichtung so auszugestalten, dass die Marke über alle Schnittstellen hinweg als konsistent erlebt und das Markenversprechen erfüllt wird. Für eine wirkungsvolle und konsistente Markenführung und den Aufbau einer unverwechselbaren Brand Experience ist es entscheidend, die kommunikativen Aktivitäten formal, inhaltlich und zeitlich aufeinander abzustimmen bzw. zu integrieren. Anne Schüller entwickelte hierzu den CTMP®Customer Touchpoint Management Prozess.

## Abgrenzung zu „Moments of truth“
Da Kontaktpunkte Bestandteile des Unternehmens sind, geht die Theorie des Marketings davon aus, dass die Kontaktpunkte vom Unternehmen (in der Regel vom Marketing) gestaltet werden können. Dies unterscheidet Kontaktpunkte von Moments of truth.
Moments of truth sind Situationen, in denen zum Beispiel Kunden mit einem Unternehmen in Berührung kommen. Diese Situationen können entweder unmittelbar an einem Kontaktpunkt (z. B. bei einem Anruf im Callcenter) oder mittelbar aufgrund von Informationen aus „zweiter Hand“ entstehen (z. B. durch Presseberichte, die auf eigenen Recherchen der Redaktion und nicht auf offiziellen Verlautbarungen des Unternehmens beruhen). Letztere entziehen sich weitgehend der Steuerung und Kontrolle des Unternehmens.

### Allgemein
- Christoph Spengler, Jeanette Müller: Welcher Marken-Touchpoint zählt? In: Helge Kaul, Cary Steinmann (Hrsg.) (2008): Community Marketing. Wie Unternehmen in sozialen Netzwerken Werte schaffen. Schäffer-Poeschel, ISBN 978-3-7910-2757-9.

### Kundenkontaktpunkt
- Heinz Dallmer (Hrsg.): Handbuch Direct Marketing and More. Zielgruppe Mensch; 8. Aufl., Gabler, Wiesbaden 2002, ISBN 3-409-86699-X.
- Schüller, Anne M.: Touchpoints. Auf Tuchfühlung mit dem Kunden von heute. Managementstrategien für unsere neue Businesswelt. Offenbach, Gabal 2012. ISBN 978-3-86936-330-1
- Musold, Maria A.: Kundenkontaktpunkt-Management entwickeln - und Kunden begeistern! Business-Methode auf wenigen Seiten zum schnellen Verstehen und sofortigen Anwenden. Hamburg, quayou GmbH 2014. ISBN 978-3-95836-037-2